# 晴海運河

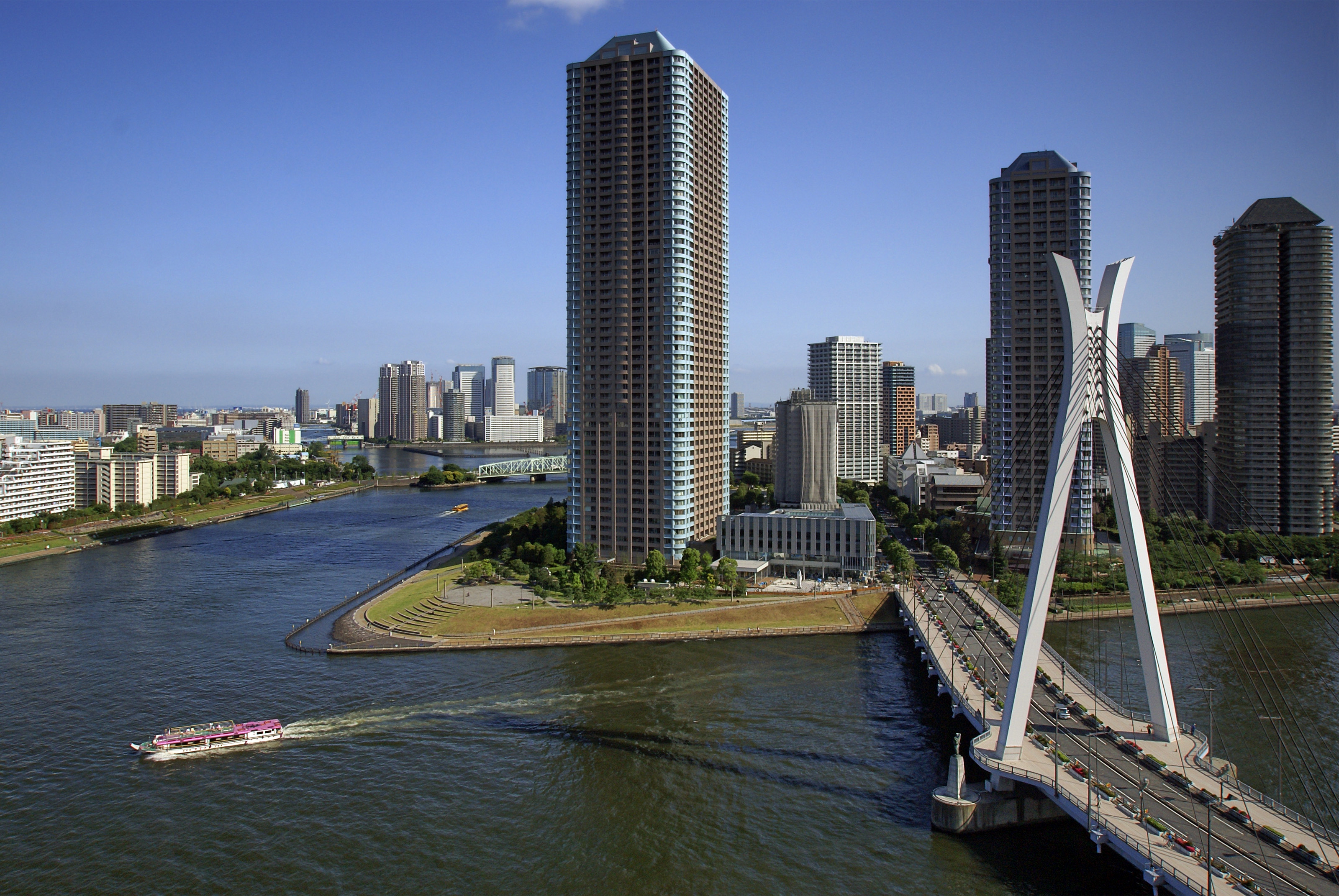
隅田川（手前）との分岐点である佃島の大川端

晴海運河（はるみうんが）は、東京都中央区と江東区を流れる運河である。

## 地理
広義には東京都中央区佃と江東区越中島との境界で隅田川から分かれて東京湾に注ぐ区間をいう。橋名にもある春海から春海運河とも呼ばれる。この運河からは豊洲運河、朝潮運河などが分かれて流れる。
行政上は、隅田川本流から分岐しての0.9キロメートル（相生橋を含む区間）は隅田川派川（すみだがわはせん）である。隅田川派川の下流から河口までを晴海運河とする自治体もあり、また、隅田川派川の下流から春海橋の下流までを晴海運河とし、晴海大橋上流から河口までを晴海豊洲間水域と呼ぶ自治体もある。

## 橋梁・トンネル
- 東京メトロ○有楽町線 - 運河の地下を通る
- 春海橋（都道304号晴海通り）
- 晴海橋梁（東京都港湾局晴海線（廃線））
- 晴海大橋（都道304号有明通り） - 橋中央に首都高速10号晴海線が通る
- 豊洲大橋（都道484号環二通り）

## 典拠
1. ↑  東京都建設局・隅田川はどんな川? Archived 2012年6月12日, at the Wayback Machine.
2. ↑  江東区・都道橋一覧
3. ↑  中央区・中央区橋梁マップ